# Joseph Bigot
Pour les articles homonymes, voir Bigot.
Joseph Bigot, né en 1807 à Quimper et mort en 1894 à Quimper, est un architecte français. Il a été conseiller municipal de Quimper de 1870 à 1878.

## Biographie
Joseph François Étienne Bigot est le fils de l'architecte Jean Baptiste Bigot et de Marie Josèphe Perrine Le Guillou de Penanros ; il est aussi un petit-fils d'Étienne Bigot, lui aussi architecte, qui réalisa notamment les clochers à dôme (surnommés "dômes Bigot") de l'église Saint-Tugdual de Combrit et de la chapelle Saint-Honoré de Plogastel-Saint-Germain dont la reconstruction fut autorisée en 1774 après leur destruction en 1675 consécutivement à la Révolte des Bonnets Rouges.
Commis des ponts et chaussées sur le chantier du canal de Nantes à Brest, il est un collaborateur à partir de 1829 de l'architecte départemental de la Loire-Inférieure.
En 1835, il est nommé architecte principal du département du Finistère et, en 1837, directeur des édifices diocésains. À ce titre il a reconstruit ou rénové un nombre très important de monuments du département, laissant son empreinte dans beaucoup de communes.
À partir de 1873, son fils, Gustave Bigot, lui succède au poste d'architecte départemental.
De 1879 à 1892, il a été membre du conseil des bâtiments civils et communaux du département et du conseil départemental de l'hygiène publique. Il a été fait chevalier de l'ordre de Saint-Grégoire le Grand le 26 décembre 1857 par le Pape Pie IX et a reçu la croix de chevalier de la Légion d'honneur des mains même de l'empereur Napoléon III le 12 août 1858.

## Œuvres
On lui doit à Quimper, son œuvre la plus spectaculaire : les flèches de la cathédrale Saint-Corentin (1854-1856), inspirées de celle de l'église de Pont-Croix. La préfecture finistérienne lui doit aussi la restauration de l'église Notre-Dame à Locmaria, le musée des Beaux-Arts (inauguré en 1872), l'hôtel de ville et des pavillons de l'hôpital Étienne Gourmelen (1837-1850).
Il est l'auteur de nombreuses églises (l'église de style néogothique de Plougastel-Daoulas, construite en 1870 par exemple, l'église Saint-Laurent de Lambézellec, l'église paroissiale de Plouvien (achevée en 1857), l'église paroissiale Saint-Alour de Plobannalec, l'église de la Sainte-Trinité à Lennon achevée en 1862, l'église du Sacré-Cœur à Douarnenez, etc.), chapelles, presbytères et écoles de la région : on retrouve ses commandes dans toute la Cornouaille, à Douarnenez (les halles), à Pont-l'Abbé (travaux au château de Kernuz, alors propriété d'Armand du Châtellier et de son fils Paul, archéologues et collectionneurs), par exemple.
Il restaure par ailleurs les églises romanes Sainte-Croix de Quimperlé et Saint-Tudy de Loctudy.
L'une de ses principales œuvres est le château de Kériolet, à Concarneau. Commandé par une princesse russe, Zénaîde Narichkine-Youssoupoff, mariée au Comte de Chauveau, ce château est un pastiche néo-gothique exubérant. Pour en dessiner les plans et élévations, Joseph Bigot s'est largement inspiré des monuments gothiques de cette partie de la Cornouaille, comme le château de Rustéphan, ou la chapelle de la Trinité à Melgven.
Son fils, Gustave Bigot, a construit par exemple l'église paroissiale Sainte-Claire à Penhars, ancienne commune désormais rattachée à Quimper.

## Hommages
En Bretagne, au moins neuf rues portent son nom.